# Равник (Лупак)
Равник (рум. Rafnic) је насеље у општини Лупак, округ Караш-Северен у Румунији. Према попису из 2021. године у насељу је било 478 становника. Налази се на надморској висини од 225 м.

## Историја
Равник се први пут помиње у средњовековним документима 1690. и 1700. године као Ravnik, затим 1723. године као Raffnek, 1761. године као Refnek, 1785. године као Rafnek, 1828. године као Raffnik и Ravnik, 1851. године као Raffnik, 1913. године као Kengyelto a данас је званични румунски назив Rafnic.
Аустријски царски ревизор Ерлер је 1776. године констатовао да је Рафник место у Карашевском округу, Вршачког дистрикта. Становништво села је претежно српско.

## Становништво
Према попису из 2002. године у месту Равник је живело 560 становника, а већинско становништво су били Карашевци, етничка група српског говорног подручја, који се углавном декларишу као Хрвати, а мањи део као Карашевци и Срби.
| Етнички састав према попису из 2002. године‍ | Етнички састав према попису из 2002. године‍ | Етнички састав према попису из 2002. године‍ | Етнички састав према попису из 2002. године‍ | Етнички састав према попису из 2002. године‍ |
| ------------------------------------------- | ------------------------------------------- | ------------------------------------------- | ------------------------------------------- | ------------------------------------------- |
|                                             |                                             |                                             |                                             |                                             |
| Хрвати (Карашевци)                          | Хрвати (Карашевци)                          |                                             | 537                                         | 95,9%                                       |
| Румуни                                      | Румуни                                      |                                             | 15                                          | 2,7%                                        |
| Роми                                        | Роми                                        |                                             | 7                                           | 1,2%                                        |
| остали                                      | остали                                      |                                             | 1                                           | 0,2%                                        |

На попису становништва из 1992. године већина Карашевака се изјаснила као Хрвати.
| Етнички састав према попису из 1992. године‍ | Етнички састав према попису из 1992. године‍ | Етнички састав према попису из 1992. године‍ | Етнички састав према попису из 1992. године‍ | Етнички састав према попису из 1992. године‍ |
| ------------------------------------------- | ------------------------------------------- | ------------------------------------------- | ------------------------------------------- | ------------------------------------------- |
|                                             |                                             |                                             |                                             |                                             |
| Хрвати (Карашевци)                          | Хрвати (Карашевци)                          |                                             | 582                                         | 90,6%                                       |
| Карашевци                                   | Карашевци                                   |                                             | 39                                          | 6,1%                                        |
| Румуни                                      | Румуни                                      |                                             | 11                                          | 1,7%                                        |
| остали                                      | остали                                      |                                             | 10                                          | 1,6%                                        |

### Кретање броја становника
| Година       | 1831 | 1851 | 1865 | 1880 | 1896 | 1927 | 1930 | 1941 | 1956 | 1977 | 1992 | 2002 | 2011 | 2021 |
| ------------ | ---- | ---- | ---- | ---- | ---- | ---- | ---- | ---- | ---- | ---- | ---- | ---- | ---- | ---- |
| Становништво | 958  | 982  | 920  | 809  | 728  | 750  | 720  | 648  | 700  | 733  | 642  | 560  | 486  | 478  |